# Island6
Island6 Arts Center (en xinès: 六 岛 艺术 中心) és un espai destinat a les pràctiques artístiques i creatives de Xangai. La galeria representa a diferents artistes i porta a terme diferents tipus d'exposicions. No obstant això, cal afegir que suposa la principal font de representació de les obres creades mitjançant la producció de diferents artistes, els quals treballen conjuntament sota el nom col·lectiu de Liu Dao. Va veure la llum en el mes d'abril de l'any 2006, pel que gaudeix de més de deu anys d'existència. La seva creació va ser possible gràcies al treball de l'artista i també comissari de nacionalitat francesa Thomas Charvériat.
En el lògic marc evolutiu d'un espai sòlid, island6 Arts Center ha estès quantitativament els seus espais al llarg d'aquesta primera dècada d'existència fins al punt d'ocupar en les actuals dates tres centres a la mateixa ciutat de Xangai. A aquests, però, cal afegir-n'hi un més a Hong Kong i un altre a Tailàndia, de manera que la internacionalització d'island6 és ja una realitat de fet. Amb aquests cinc centres, island6 procura satisfer el seu objectiu de donar suport a artistes tant xinesos com internacionals (encara que residents a Xangai) mitjançant l'exposició de les seves capacitats i treballs sempre de forma grupal. És per això que cap peça del col·lectiu Liu Dao és el resultat productiu d'un sol membre del grup ni es prioritzen els noms propis i individuals. No obstant això, en l'actualitat, els centres ubicats al Bund i a Hong Kong es troben temporalment tancats.

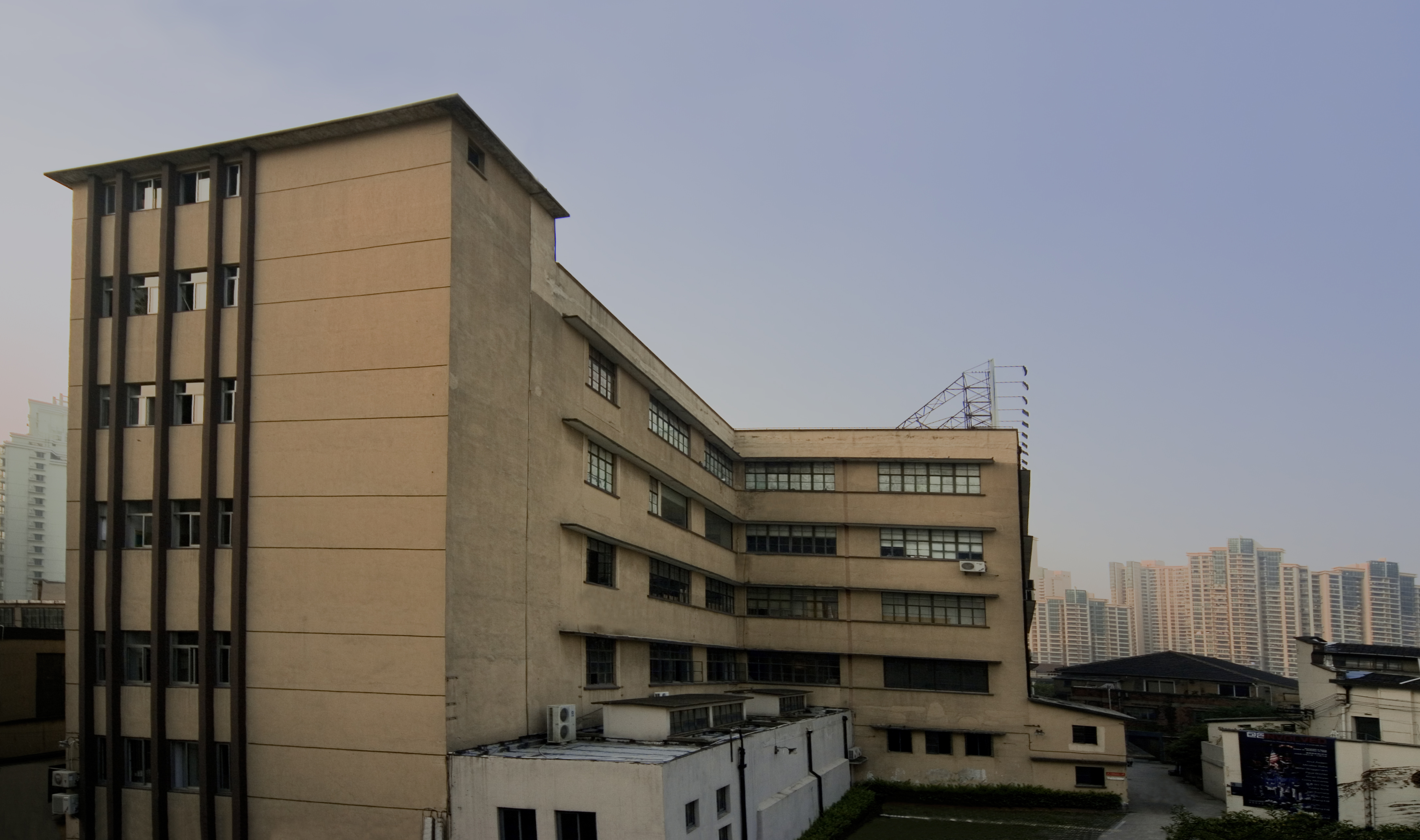
island6 a l'M50

## Història
L'any en què Thomas Charveriat, va crear island6 Arts Center amb l'ajut de Margherita Salmaso, Zheng Guoyang i Kim Jingfang, la primera ubicació ocupada per l'espai va ser al nombre 120 de la Moganshan Road, a Xangai. Aquesta primera ubicació va ser al denominat Fou Foong, un antic edifici de maó vermell de quatre pisos dissenyat l'any 1897 per l'estudi d'arquitectura britànic Dallas i Atkinson i que complia la funció de molí de farina. De facto, aquest molí va ser considerat el més gran i avançat d'Àsia de finals del segle xix i, al mateix lloc, els seus 2.000 empleats van poder beneficiar-se d'un hospital i dues escoles. La inauguració de la galeria es va fer coincidir amb l'u d'abril de 2006 a través d'una exposició que va rebre el nom de "Invisible Layers, Electric Cities", la curadoria de la qual va anar a càrrec d'Allard van Hoorn i de Margherita Salmaso.
En un escàs lapse de temps, el ja nomenat Thomas Charveriat va ocupar el càrrec de la direcció del centre, sent per tant el principal responsable de la línia que els espais han vingut desenvolupant durant aquest període.
Dos anys després de la seva inauguració, ja al 2008, el centre inicialment ubicat al número 120 de la Moganshan Road es va veure obligat a canviar d'espai, traslladant-se al número 50 de la mateixa Moganshan Road, espai que encara en l'actualitat ocupa.

## Premis i particularitats estètiques
La tasca realitzada per island6 l'ha portat a guanyar, en els últims temps, alguns reconeixements com el premi a la "Millor galeria d'art" de la ciutat. El juliol del mateix any (2015) en què va obtenir semblant guardó, el recinte d'island6 en el nombre 50 de la Moganshan Road va exposar la seva 76a mostra, conseqüència del treball de més de 500 artistes de més d'una vintena de nacionalitats. Semblant retroalimentació entre l'espai i els artistes ha fet que, island6, formi part de la creació i la producció de més de 2000 projectes de naturalesa artística.
Una de les principals particularitats d'island6 pel que fa a la seva producció i exposició artística es refereix no és, exclusivament, la que representa el col·lectiu Liu Dao (六 岛). Aquest grup, tal com va ser exposat en consideracions anteriors, és un col·lectiu format pels artistes que exposen al centre. La particularitat resideix, també, en el format i les diferents maneres de representació. Sota aquest nom -Liu Dao-, els treballs artístics realitzats es caracteritzen per abordar aspectes típicament plantejats en les doctrines artístiques, encara que fent ús de pràctiques i recursos exclusivament actuals com el sistema lumínic led, el mapa de bits o el videoart. Alguns dels temes, les qüestions i les reflexions que el grup i el centre vol plantejar són el compromís sensorial, el voyeurisme, el desenvolupament urbà, la relació entre el modern i el clàssic, la tecnologia i el treball antic o la història cultural xinesa, entre d'altres.

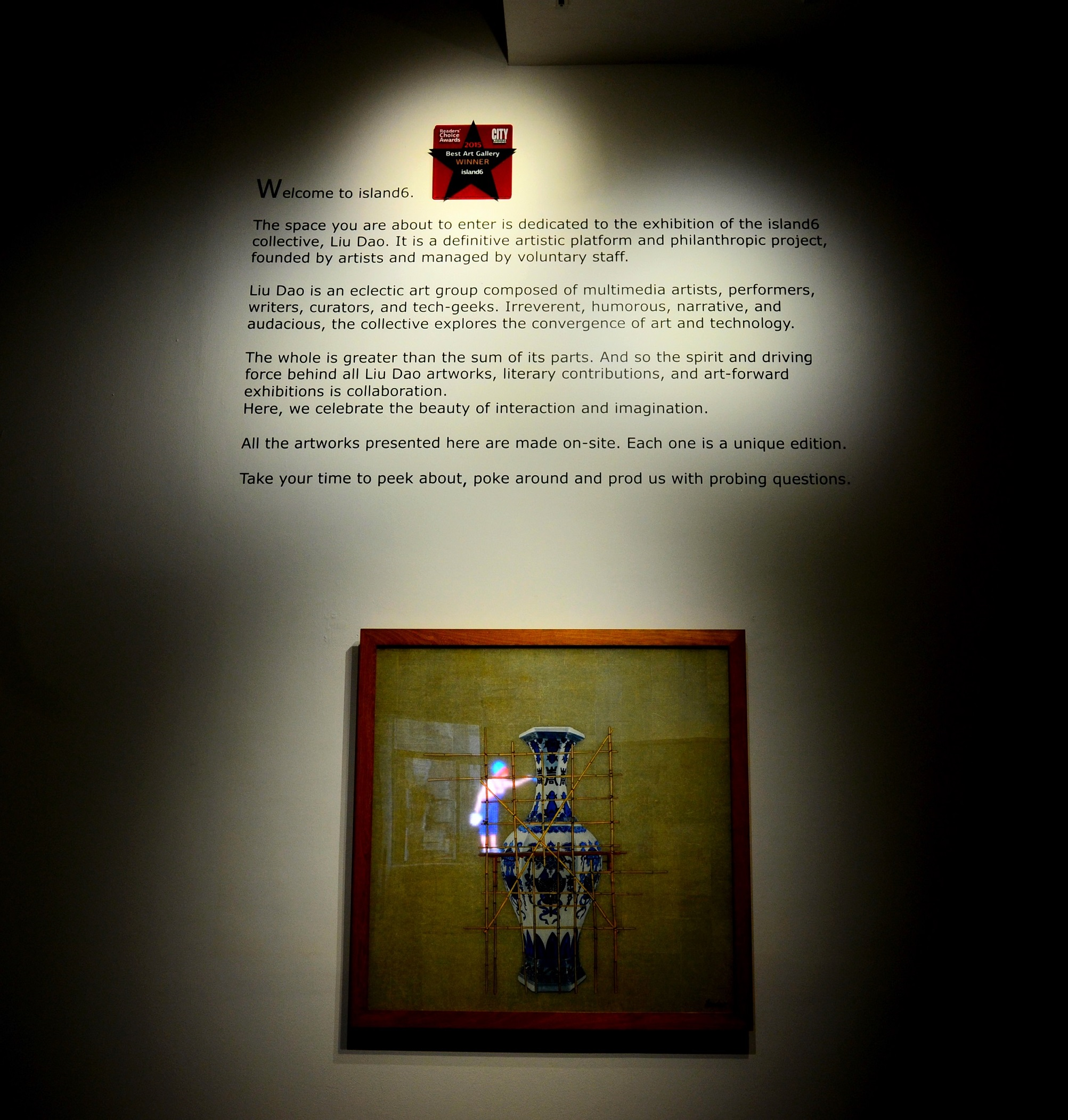
island6 entrada

## Col·laboracions
El bon fer tant del centre island6 com del col·lectiu Liu Dao ha permès dur a terme relacions i col·laboracions interessants en diferents ocasions. D'entre les més destacables, algunes van ser establertes amb empreses de reconegudíssima reputació internacional, com l'any 2010. En aquelles dates, island6 va exposar les obres del col·lectiu Liu Dao a la Galeria Louis Vuitton Maison, situada a la ciutat de Macao, Xina. El títol d'aquesta exposició va ser "Raining Stars". No obstant això, la llista de signatures amb què el centre island6 ha mantingut col·laboracions no s'acaba aquí. De fet, l'agost de 2014, la reconeguda marca alemanya de roba de tall esportiu Adidas va decidir realitzar la presentació de la seva principal botiga a la ciutat de Xangai en el principal espai d'island6 a Moganshan Road.
A aquest tipus de col·laboracions cal afegir-hi altres relacions, establertes en aquest cas amb altres galeries com la Red Gate Gallery, situada a Pequín, la capital del país.

Mitjançant aquesta col·laboració, el col·lectiu Liu Dao es va veure representat a la prestigiosa Fira d'Art de Hong Kong l'any 2010. Més enllà d'aquesta presentació i un cop amb la fira conclosa, les relacions es van mantenir fent que Red Gate Gallery es convertís en el principal representant del col·lectiu Liu Dao a la regió de Hong Kong. Des de la creació d'island6, aquest centre ha vingut sent admès en una gran quantitat de fires artístiques, entre elles –tot i que no només-, SH 2011, Scope Miami, Beirut Art Fair o en diferents edicions de SWAB, la principal fira d'art contemporani de Barcelona. 

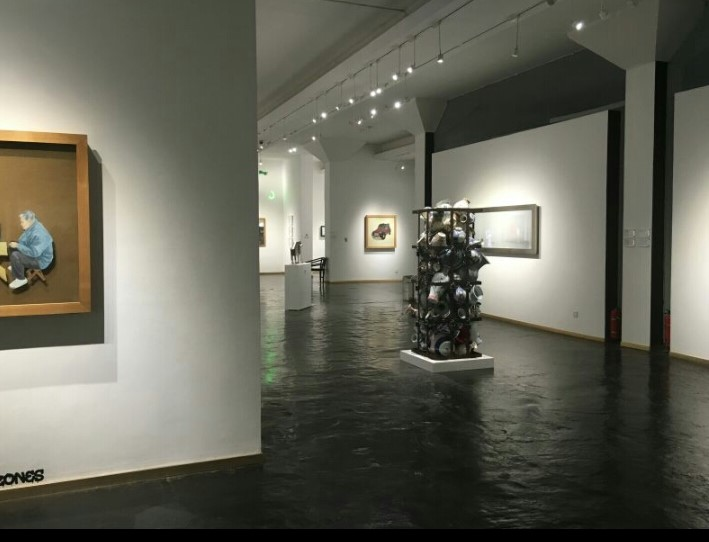
island6 espai principal